# Keegan Rosenberry
Keegan Rosenberry (Ronks, Pensilvania, Estados Unidos; 11 de diciembre de 1993) es un futbolista estadounidense. Juega de lateral por la derecha y su equipo actual es el Colorado Rapids de la Major League Soccer.

## Trayectoria

### Universidad
Rosenberry jugó al fútbol universitario durante cuatro años en la Universidad de Georgetown. Jugó 90 partidos y anotó cuatro goles entre el 2012 y el 2015 con los Georgetown Hoyas.
En su etapa de universitario, Rosenberry jugó para el Reading United AC de la Premier Development League en el 2014 y 2015. 

### Philadelphia Union
El 11 de enero de 2016 el defensor estadounidense fue seleccionado en la tercera etapa del Superdraft de la MLS de 2016 por el Philadelphia Union. Debutó con el club el 6 de marzo de 2016 en la derrota por 2-0 ante el FC Dallas. Jugó todos los encuentros esa temporada. Fue parte del equipo del Juego de las Estrellas de la Major League Soccer de 2016, ganó el segundo lugar del novato del año de la MLS de 2016 y fue ganador del premio al juego limpio de la MLS de 2016.

### Colorado Rapids
El 19 de diciembre de 2018, Rosenberry fue intercambiado al Colorado Rapids a cambio de $150,000 en GAM, $50,000 en TAM más $100,000.

## Clubes
| Club                       | País           | Año             |
| -------------------------- | -------------- | --------------- |
| Georgetown Hoyas           | Estados Unidos | 2012 - 2015     |
| Reading United AC          | Estados Unidos | 2014 - 2015     |
| Philadelphia Union         | Estados Unidos | 2016 - 2018     |
| Bethlehem Steel (préstamo) | Estados Unidos | 2017            |
| Colorado Rapids            | Estados Unidos | 2019 - presente |

## Selección nacional
Fue llamado a la selección de Estados Unidos por Bruce Arena el 6 de enero de 2017.

## Estadísticas
Actualizado al último partido disputado el 31 de diciembre de 2018.
| Philadelphia Union Estados Unidos         |               |               |    |   |   |   |   |   |   |    |    |   |
| 1.ª                                       | 2016          | 35            | 2  | 1 | 0 | - | - | - | - | 36 | 2  |   |
| 1.ª                                       | 2017          | 14            | 0  | 2 | 0 | - | - | - | - | 16 | 0  |   |
| 1.ª                                       | 2018          | 33            | 1  | 5 | 0 | - | - | - | - | 38 | 1  |   |
| Total club                                | Total club    | 82            | 3  | 8 | 0 | 0 | 0 | 0 | 0 | 90 | 3  |   |
| Bethlehem Steel (préstamo) Estados Unidos |               |               |    |   |   |   |   |   |   |    |    |   |
| 2.ª                                       | 2017          | 1             | 0  | 0 | 0 | - | - | - | - | 1  | 0  |   |
| Total club                                | Total club    | 1             | 0  | 0 | 0 | 0 | 0 | 0 | 0 | 1  | 0  |   |
| Colorado Rapids Estados Unidos            |               |               |    |   |   |   |   |   |   |    |    |   |
| 1.ª                                       | 2019          | 0             | 0  | 0 | 0 | - | - | 0 | 0 | 0  | 0  |   |
| Total club                                | Total club    | 0             | 0  | 0 | 0 | 0 | 0 | 0 | 0 | 0  | 0  |   |
| Total carrera                             | Total carrera | Total carrera | 83 | 3 | 8 | 0 | 0 | 0 | 0 | 0  | 91 | 3 |
| (1) Incluye datos de la U.S. Open Cup.    |               |               |    |   |   |   |   |   |   |    |    |   |

## Palmarés

### Distinciones individuales
| Distinción                       | Año  |
| -------------------------------- | ---- |
| Juego de las Estrellas de la MLS | 2016 |
| Premio al juego limpio de la MLS | 2016 |